# .sv
.sv는 엘살바도르의 인터넷 국가 코드 최상위 도메인이다.
마이크로소프트의 인터넷 익스플로러 6에는 접미사 추가를 위해 Ctrl + Return을 입력할 때 .se 대신 .sv가 사용되는 스웨덴어 버전의 버그가 있다.

## 2차 도메인
- edu.sv: 교육 및 연구 기관
- gob.sv: 국가 정부 기관
- com.sv : 영리단체 및 기타 나머지는 포함되지 않음
- org.sv: 비영리단체
- red.sv: 국가 네트워크 관리
- ts.sv: 무역교대